# Prix Nemmers en mathématiques
Le prix Frederic Esser Nemmers de mathématiques est décerné tous les deux ans depuis 1994 par l'université Northwestern de Chicago. Avec le prix Erwin Plein Nemmers d'économie, il était initialement doté d'une partie de la donation de 14 millions de dollars des frères Nemmers. Ces derniers envisageaient de créer un prix qui deviendrait aussi prestigieux que le prix Nobel. Dans cet objectif, la majorité des gains obtenus par cette dotation est gardée pour augmenter la récompense offerte. Malgré cela, ce prix est toujours considéré « comme étant la récompense la plus généreuse aux États-Unis attribué spécifiquement pour une réussite académique dans les mathématiques ».
En 2018, la récompense est de 200 000 dollars et le lauréat passe plusieurs semaines en résidence à l'université Northwestern.

## Lauréats
- 1994 : Yuri Manin
- 1996 : Joseph Keller
- 1998 : John Horton Conway
- 2000 : Edward Witten
- 2002 : Iakov Sinaï
- 2004 : Mikhaïl Gromov
- 2006 : Robert Langlands
- 2008 : Simon Donaldson
- 2010 : Terence Tao
- 2012 : Ingrid Daubechies
- 2014 : Michael J. Hopkins[3]
- 2016 : János Kollár[4]
- 2018 : Assaf Naor[5]
- 2020 : Nalini Anantharaman[6]
- 2022 : Bhargav Bhatt[7]
- 2024 : Luigi Ambrosio[8]